# 에스벤 스메드
에스벤 스메드(덴마크어: Esben Smed, 1984년 7월 13일 ~ )는 덴마크의 배우이다.

## 출연 작품
- 피랍 (2019)
- 어 포츄네이트 맨 (2018)